# Condado de Calleja
El Condado de Calleja es un título nobiliario español creado el 25 de marzo de 1912 por el rey Alfonso XIII a favor de Julián Calleja y Sánchez, Decano de la Facultad de Medicina de la Universidad Central.

## Condes de Calleja
| Creación por Alfonso XIII | Creación por Alfonso XIII      | Creación por Alfonso XIII |
| ------------------------- | ------------------------------ | ------------------------- |
| I                         | Julián Calleja y Sánchez       | 1912-1913                 |
| II                        | Rita Calleja y Quijano         | 1913-1929                 |
| III                       | José Luis de Peralta y Calleja | 1929- ?                   |
| Vacante                   |                                |                           |

## Historia de los Condes de Calleja
- Julián Calleja y Sánchez (1837-1913), I conde de Calleja.

1. Casó con Luisa Quijano y Abarca. Le sucedió su hija:

- Rita Calleja y Quijano (.-1929), II condesa de Calleja.

1. Casó con Antonio de Peralta y Lerín. Le sucedió su hijo:

- José Luis de Peralta y Calleja, III conde de Calleja.

1. Casó con María del Pilar Álvarez de Cienfuegos y Mercadal.

## Nota
En 1991, José Luis Peralta y Álvarez de Cienfuegos, hijo del tercer conde, rehabilitó el título a su favor, pero quedó sin efecto en 2001 por no haber satisfecho el pago del impuesto correspondiente.